# Batocera magica
Batocera magica es una especie de escarabajo longicornio del género Batocera,  subfamilia Lamiinae. Fue descrita científicamente por Thomson en 1859.
Se distribuye por Indonesia y Filipinas. Mide 34-50 milímetros de longitud.